# 木龍
木龍，是台灣漢人傳說中的船精靈，能夠警告船上的人即將面臨的災難。

## 外觀與習性
木龍有個跟木頭一樣的棕橙色鱗片，平常棲息於作為龍骨的木頭中，據說只要海船完工當日，木龍就會誕生於其中。

## 能力
木龍生性害羞，平常很少出現，但如果木龍預測到船將有災難的話，就會現身或發出羔羊般的呦呦鳴叫警告眾人，其叫聲也被稱為「木龍叫」或「叫幽泉」。